# The World Moves On
The World Moves On (Brasil: E o Mundo Marcha ) é um filme norte-americano de 1934, do gênero drama, dirigido por John Ford. O filme não foi um sucesso de bilheteria. John Ford ganhou o Prêmio de Recomendação em 1932 para este filme.

## Elenco
- Madeleine Carroll como Mrs. Warburton, 1825 / Mary Warburton Girard, 1914
- Franchot Tone como Richard Girard
- Reginald Denny como Erik von Gerhardt
- Sig Ruman como Barão von Gerhardt (como Siegfried Rumann)
- Louise Dresser como Baronesa von Gerhardt
- Raul Roulien como Carlos Girard (1825) / Henri Girard (1914)
- Stepin Fetchit como Dixie
- Lumsden Hare como Gabriel Warburton (1825) / Sir John Warburton (1914)
- Dudley Digges como Mr. Manning
- Frank Melton como John Girard (1825)
- Brenda Fowler como Madame Agnes Girard (1825)
- Russell Simpson como Notário (1825)
- Walter McGrail
- Marcelle Corday como Madame Girard II (1914)
- Charles Bastin como Jacques Girard, o garoto (1914)
- Barry Norton como Jacques Girard (1924)
- George Irving como Charles Girard (1914)
- Ferdinand Schumann-Heink como Fritz von Gerhardt
- Georgette Rhodes como Jeanne Girard
- Claude King como Coronel Braithwaite
- Ivan F. Simpson como Clumber (como Ivan Simpson)
- Frank Moran como Sargento Culbert, Soldado na trincheira